# Олимпо (Порторико)
Олимпо (шп. Olimpo) град је у америчкој острвској територији Порторико, острвској држави Кариба.

## Демографија
По попису из 2010. године број становника је 2.064, што је 429 (-17,2%) становника мање него 2000. године.
| Група             | 2000.         | 2010.         |
| Белци             | 11 (0,4%)     | 9 (0,4%)      |
| Афроамериканци    | 222 (8,9%)    | 355 (17,2%)   |
| Азијати           | 1 (0,0%)      | 0 (0,0%)      |
| Хиспаноамериканци | 2.480 (99,5%) | 2.050 (99,3%) |
| Укупно            | 2.493         | 2.064         |